# Okrouhlice

Okrouhlice

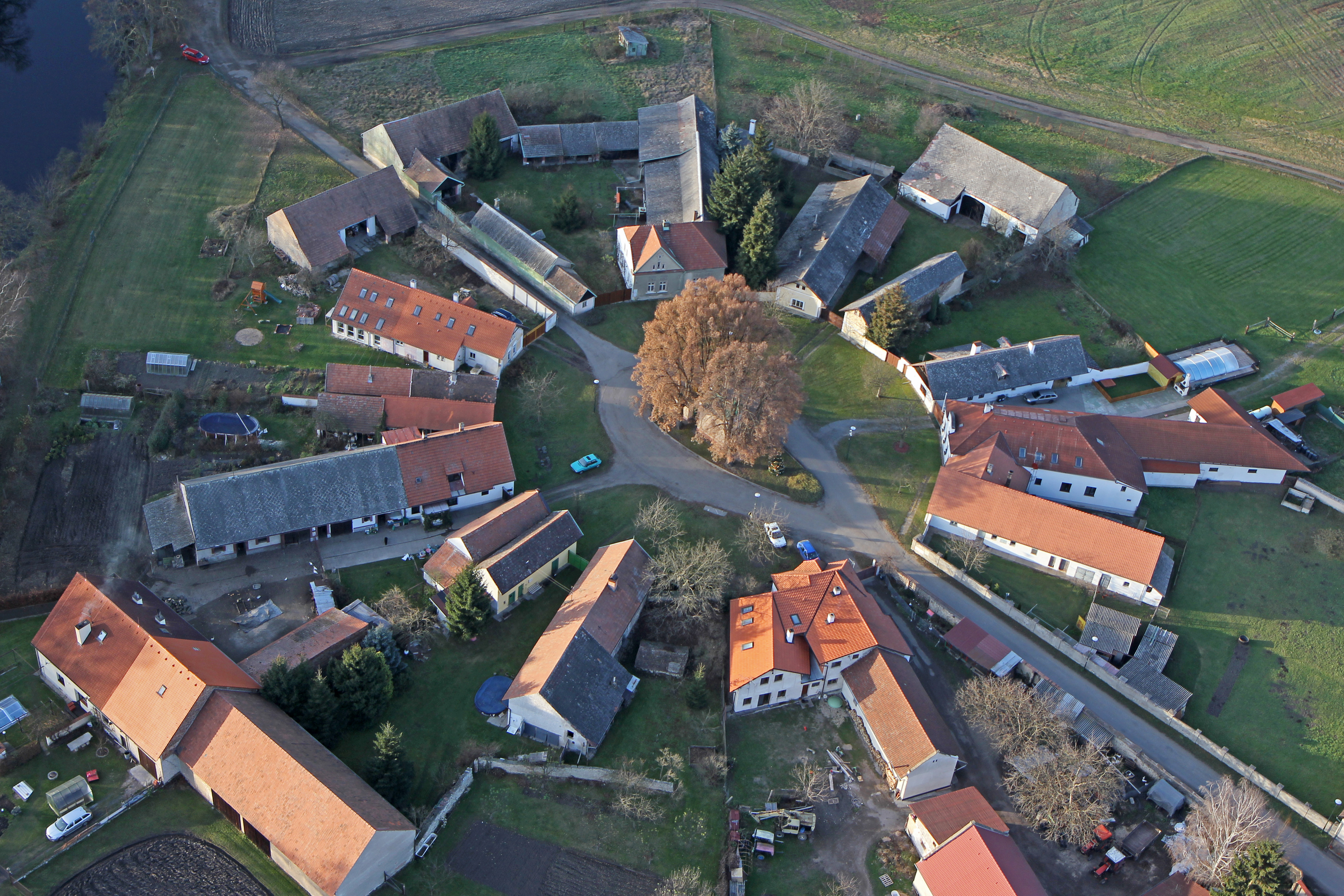
Byšičky, u Lysé nad Labem

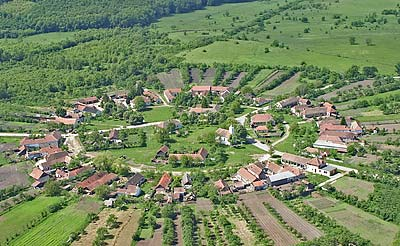
Okrouhlice Charlottenburg v Banátu, založeno 1771

Okrouhlice (méně často též okrouhlík) je druh vesnice s domy kolem okrouhlé návsi.

## Popis
Sídlištní útvary tohoto druhu vznikaly v kolonizačním období od raného a vrcholného středověku. Domy jsou uspořádány okolo dostatečně prostorné, kruhové či oválné (okrouhlé) návsi, obvykle i s menším rybníkem. Od domů do volné krajiny byly radiálně rozloženy pěstební pozemky tvaru kruhové výseče. Sestava domů vytvářela vlastně spolu s ploty jakousi jednoduchou hradbu, především proti divoké zvěři. Na noc byl na náves naháněn dobytek. Tento způsob se v západních zemích – zejména v Německu – pokládá za charakterní znak slovanské kolonizace, i když jsou známy příklady i z neslovanského prostředí.

## Výskyt
Tento způsob založení nové osady se prokázal být účinný v jistém krajinném a terénním prostředí. Okrouhlice vznikaly obvykle v rovinatém prostředí středoevropských doubrav na nově vzniklé mýtině.
Nejčastěji se vyskytují ve středoněmecké rovině, zejména v zemích Durynsko a Dolní Sasko, a v polském Dolním Slezsku. V severním Německu jsou spojeny zejména s krajem Drawehn, kde jsou památkou po vymřelém kmeni Polabských Slovanů – Drevjanů. V českých zemích jsou méně časté, vyskytují se sporadicky na okraji Polabí (např. vesnice Byšičky nebo Vápensko, založené hrabětem Františkem Antonínem Šporkem) a v Poohří. Na Moravě jsou vzácné (např. Prostějovičky). Místní název (toponymum) Okrouhlice v každém případě pochází od sídlištního tvaru, i když dnes už není zachován. Okrouhlice jako sídlištní typ je svědectvím a rozpoznávacím znakem určitých historických procesů. Jiné typy vesnic jsou: ulicovka, shluková nebo lánová vesnice.